# Senán mac Geirrcinn
São Senán mac Geircinn (século VI) é um santo na tradição católica irlandesa. Foi o fundador de Inis Cathaig (Ilha Scattery, Iniscathy) e patrono de Corco Baiscinn e de Uí Fhidgeinte. É um dos Doze Apóstolos da Irlanda.